# Cesarina Carletti
Cesarina Carletti nota come Cesira detta Nonna Mao (Torino, 24 agosto 1912 – Torino, 1º febbraio 1988) è stata una partigiana, antifascista e brigatista italiana.

## Biografia

### Primi anni
Figlia di un operaio anarco-socialista, il quale la portava spesso alle riunioni clandestine del Partito Socialista e a quelle anarchiche. 
Rinunciò a prendere il diploma per non diventare una giovane italiana dell'Opera nazionale balilla per cui non poté continuare gli studi al liceo classico.
A 17 anni viene condannata a 5 anni di confino per aver spedito una lettera a Mussolini con scritto che "era stato un grande pagliaccio nel Partito Socialista", ma ebbe la pena scontata in 5 mesi di carcere. A dicembre del 1935 si sposò, ma poco dopo il marito viene richiamato per combattere la Guerra d'Etiopia e morì in combattimento, lasciandola vedova dopo sei mesi di matrimonio.

### La guerra
Il 29 ottobre 1940 muore il padre dopo esser stato malmenato dagli squadristi e nel 1942 entra nella resistenza, inizialmente con il compito di reclutare partigiani in città e portarli a combattere nelle Valli di Lanzo; dopo l'8 settembre entra nella Divisione cittadina di Giustizia e Libertà. Nell'ottobre 1943 è arrestata ma riesce a fuggire, però il 10 dicembre 1943 è ferita in combattimento a Mezzenile e portata nella Villa Triste di Via Asti; là viene torturata per dieci giorni dalle SS e dalle Brigate Nere, ma non parla.
Condannata a morte, la pena viene ridotta alla deportazione ed è trasferita prima nel comando delle SS e poi alle Carceri Nuove; arriva al Campo di concentramento di Ravensbrück il 30 giugno 1944 e viene in seguito trasferita al sottocampo di Schönefeld vicino a Berlino, verrà liberata dall'Armata Rossa. Quando fu liberata, pesava soltanto 35 chili. Dopo essere stata curata alcuni mesi in Unione Sovietica, riuscì a tornare a Torino.

### Il dopoguerra e l'adesione alla sinistra extraparlamentare
Nel dopoguerra aderisce al Partito Comunista Italiano e dopo l'attentato a Palmiro Togliatti il 14 luglio 1948 rimase tre giorni con il mitra ad aspettare il via libera per l'insurrezione armata contro la Democrazia Cristiana. Sempre più delusa dal PCI e dall'amnistia Togliatti, dopo il 1952 si allontanò dal partito e dalla fine degli anni '60 si avvicinò a Lotta Continua e a Potere Operaio.

### L'adesione alle Brigate Rosse
Nel luglio 1975 venne chiamata in questura e poi portata al carcere Le Nuove per aver distribuito volantini delle Brigate Rosse, in particolare della rivendicazione dell'assalto alla sede del Movimento Sociale Italiano di Padova del giugno 1974, dalla sua bancarella di piatti e pentolame a Porta Palazzo e per aver ospitato il brigatista Alfredo Buonavita. Venne messa in libertà provvisoria dopo tre giorni, per poter provvedere ai sessantacinque gatti nella sua casa di Porta Pila.
Venne processata la prima volta nel 1976, ma venne assolta nel 1978; durante il processo disse:
E aggiunse:
Assolta in ogni processo, è morta nella sua casa di Torino a 75 anni il 1º febbraio 1988.